# Rodolfo, el reno de la nariz roja
«Rodolfo, el reno de la nariz roja» (en inglés, «Rudolph, the Red-nosed Reindeer») es un villancico adaptado por Johnny Marks en su idioma original en 1948, del personaje Rodolfo, el reno que aparece en el poema de 1939 de Robert L. May "'Twas the Night Before Christmas", cantado por primera vez por Harry Brannon y grabado por primera vez en 1949 por Gene Autry.

## Versión de Belinda
En el 2006 la cantante mexicana Belinda, hizo una versión del conocido villancico basado en uno de los renos de Santa Claus.

### Información
La canción fue lanzada como para promocionar el disco Navidad con Amigos, en el que participan otros cantantes como Fey, RBD, Lucero, Ninel Conde, entre otros.

### Video musical
El video fue estrenado el 29 de noviembre de 2006 por Telehit.

## Otras versiones
- Thalía
- Sasha Sokol
- Jon Secada
- Susana Zabaleta
- Tatiana
- Marcos Llunas
- Los Payasónicos
- Los Iracundos
- Cecilia Echeñique

## Adaptaciones
- Original: Rudolph, The Red-Nosed Reindeer
- Español: Roldolfo el reno o Rodolfo el reno de la nariz roja
- Finés: Petteri Punakuono
- Francés: Le p'tit renne au nez rouge
- Alemán: Rudolph das kleine Rentier